# Ołeh Kiriuchin
Ołeh Stanisławowycz Kiriuchin, ukr. Олег Станіславович Кірюхін (ur. 25 lutego 1975) – ukraiński bokser, medalista olimpijski.

## Kariera amatorska
W 1996 r., Kiriuchin reprezentował Ukrainę na igrzyskach olimpijskich w Atlancie, rywalizując w kategorii papierowej (do 48 kg.). Rywalizację rozpoczął od zwycięstwa nad reprezentantem Pakistanu Abdulem Qambranim, pokonując go 17:3. W 1/8 pokonał Kolumbijczyka Beibisa Mendozę, awansując do ćwierćfinału. W walce o półfinał oraz brązowy medal Ukrainiec pokonał reprezentanta USA Alberta Guardado. W walce o finał pokonał go złoty medalista tych igrzysk Danieł Petrow. W 1998 r. zdobył brąz na mistrzostwach Europy w Mińsku. Na turnieju pokonał m.in. Danieła Petrowa oraz Jérôme'a Thomasa. W półfinale przegrał z Rosjaninem Siergiejem Kazakowem.

## Kariera zawodowa
W 2000 roku Kiriuchin zadebiutował na zawodowstwie. Karierę zakończył w 2001 r., wygrywając pięć na sześć walk. W lutym 2001 r. był posiadaczem pasa IBF Inter-Continental w kategorii muszej.